# باشگاه فوتبال شهرداری دزفول
باشگاه فوتبال شهرداری دزفول (به انگلیسی: Shahrdari Dezful F.C.) یک باشگاه فوتبال ایرانی در شهر دزفول می‌باشد. این باشگاه در سال ۲۰۰۵ تأسیس شده‌است.
| فصل     | لیگ          | مقام       | جام حذفی        | یادداشت |
| ------- | ------------ | ---------- | --------------- | ------- |
| 2010-11 | لیگ دسته سوم | ۷ام/گروه ۶ | Did not qualify |         |
| 2011-12 | لیگ دسته دوم |            |                 |         |